# Pixel 6
Il Pixel 6 (chiamato anche Google Pixel 6) è uno smartphone Android della linea Google Pixel, successore del Pixel 5.
Il telefono è stato presentato ufficialmente il 19 ottobre 2021, insieme al Pixel 6 Pro e messi in commercio in nove paesi il 28 ottobre 2021.

## Contesto
I Pixel 6 e Pixel 6 Pro sono stati annunciati in anteprima da Google il 2 agosto 2021, che ha confermato il design dei telefoni e l'introduzione per la prima volta di un suo sistem on chip (SoC) proprietario chiamato Google Tensor, rispetto ai precedenti dispositivi Pixel che utilizzavano tutti processori forniti dalla Qualcomm. Il chip prende il nome da TensorFlow e utilizza la tecnologia Tensor Processing Unit (TPU).
I telefoni sono stati presentati ufficialmente il 19 ottobre 2021 all'evento "Pixel Fall Launch".